# 1994 UQ11
1994 UQ11 är en asteroid i huvudbältet som upptäcktes den 26 oktober 1994 av de båda japanska astronomerna Seiji Ueda och Hiroshi Kaneda i Kushiro.
Asteroiden har en diameter på ungefär 6 kilometer.